# Summersville (Virgínia Ocidental)
Summersville é uma cidade  localizada no estado norte-americano de Virgínia Ocidental, no Condado de Nicholas.

## Demografia
Segundo o censo norte-americano de 2000, a sua população era de 3294 habitantes.
Em 2006, foi estimada uma população de 3356, um aumento de 62 (1.9%).

## Geografia
De acordo com o United States Census Bureau tem uma área de
11,0 km², dos quais 11,0 km² cobertos por terra e 0,0 km² cobertos por água. Summersville localiza-se a aproximadamente 591 m acima do nível do mar.

## Localidades na vizinhança
O diagrama seguinte representa as localidades num raio de 28 km ao redor de Summersville.